# Субдіалект салат

Розташування району (кумарки) Баш-Ампурда, де говорять субдіалектом салат, на мапі Каталонії

Субдіале́кт сала́т центральнокатала́нського діале́кту катала́нської мо́ви (кат. català salat або parlar salat) — субдіалект каталанської мови яким говорять у кількох кумарках Автономної області Каталонія: Баш-Ампурда, Алт-Ампурда та Селба. 
Окрім того найголовніша риса цього субдіалекту, а саме вживання означених артиклів sa, so, s', ses замість la, el/lo, l', les, зустрічається в інших районах каталанських країн: у містечках Тарбена (кат. Tàrbena) та Ла-Валь-де-Ґалінера (кат. la Vall de Gallinera) у Валенсії та на Балеарських островах, окрім муніципалітету Пульєнса (кат. Pollença). 
Цей субдіалект є частиною центральнокаталанського діалекту, який входить до східних говорів каталанської мови. 
Субдіалект салат з району Ампурда (зараз дві кумарки — Баш-Ампурда та Алт-Ампурда) став базою для формування балеарського діалекту, оскільки переселення каталаномовців на Балеарські острови йшло саме з цих районів.

## Головні риси субдіалекту салат
Риси, які об’єднують субдіалект салат з основним масивом центральнокаталанського діалекту та іншими субдіалектами цього ж діалекту (тобто ті риси, які відрізняють цей субдіалект від літературної вимови):
- вимова нейтрального [ə] як [a],
- не вимовляється початкове f- (ferma вимовляється як ['eɾma]),
- вимова деяких слів відрізняється від нормативної (варіанти numés / dumés – «лише»),
- множина деяких слів формується не за правилами (літературною boscs «ліси», у діалекті boscos читається ['boskus]).

Оригінальні риси субдіалекту салат:
- найголовніша риса – вживання es замість el, у тому числі й у таких формах, як as (замість al),
- хоча [β] найчастіше вимовляється як [b], особливо на початку слова, у субдіалекті салат іноді вимовляється [v], особливо у формах слів anar «йти» та «хотіти»,
- група -ble вимовляється як [pła] (на відміну від інших районів поширення центральнокаталанського діалекту, де ця група вимовляється як [b:ła]),
- кінцеве -lls [λɕ] переходить у -ls [łs],
- постійне вживання розмовної форми для побудови речення (замість va dir el pare – дослівно «сказав батькові» "ba dil'li'n al seu para" – дослівно «сказав це йому, своєму батькові»),
- злиття голосних у сполучення зі словом "ja" – "jès" замість "ja és",
- вимова деяких слів відрізняється не лише від нормативної, але і від вимови основного масиву центральнокаталанського діалекту (on «де» читається як "anunta / unta" на відміну від діалектної вимови в інших районах поширення центральнокаталанського діалекту ón / ónta / auón),
- у слабких займенниках кінцеве [ə] зберігається,
- «ваш» / «твій» замінюється присвійним займенником «свій» ("la seua'réncia" замість "la vostra herència"),
- вживання форми "lu que" замість "el que" у значенні «те, що …» ("lu ca ma toqui" замість "el que em toqui" – «те, що мені належить»),
- "quant" вимовляється як "con",
- у виразі «багато чогось» з’являється додаткове ненормативне de ("mols de rius" замість "molts rius").

## Приклад тексту субдіалектом салат
Приклади наведено з Притчи про блудного сина, Євангеліє від Луки Нового Заповіту.
Текст літературною мовою
Un home només tenia dos fills. El més jove va dir al seu pare: "Ja és hora que sigui el meu propi amo i que tingui cèntims; me n'he [me n'haig] d'anar a veure món. Partiu la vostra herència i doneu-me el que me toqui". "Ai, fill meu", va dir el pare, "com vulguis; ets un dolent i Déu et castigarà". I després va obrir un calaix, va partir la seva herència i va fer-ne [en va fer] dues parts. Al cap d'uns quants dies, el dolent se'n va anar del poble molt tibat i sense dir adéu a ningú. Va travessar molta terra ferma, molts boscs i molts rius, i va arribar a una gran ciutat on [a on] va gastar tots els cèntims.
Дослівний переклад українською з каталанської
Жив собі чоловік, у якого було два сини. Молодший сказав батькові: «Час мені йти за своєю долею та заробити грошей, мушу піти подивитися світ. Поділіть Ваш і дай мені належну частину.» «Сине мій – сказав батько – як бажаєш, ти – недобра людина і Бог тебе покарає». Після цього він відкрив скриньку та поділив усе, що мав, на дві частини. За декілька днів, його недобрий син дуже задоволений пішов з селища і не попрощався ні з ким. Він мандрував пустими землями, багатьма лісами та багатьма ріками та прийшов до великого міста, де він витратив усі свої гроші.
Субдіалект салат (Ампурда)
Un homa numés/dumés tania dos fils. Al [as] més joba ba dil'li'n [li va di'n] al seu para: “jès hora (de) ca sigui'l[sigui's] meu propi amu i ca tingui cèntims; me n'he [me n'haig] d'anà beura món. Partexi la seua'réncia i me'n dongui (dongui-me'n) lu ca ma (el cam, lu cam) toqui”. “Ai, fill meu”, ba dil'li'l (dil'li's) para, com vulguis; ets un dulén i Déu ta castigarà. I dasprés ba ubrí un calax i ba partí la seu'aréncia i na va fé [va fen'na] dugues parts. Al cap d'uns cons dias al dulen va nas'san [s'an va ana] del popla mol tibat i sensa dil'li adéu a ningú. Ba trabassá molta terr'erma mols de boscus i mols de rius, i ba'rribà'nuna gran ciutat anunta (unta) se va gasta tots el (es) cèntims.
Артикль «салат» (es, sa, ‘s) у зоні субдіалекту салат може вживатися або ні.
Центральнокаталанський діалект (поза зоною поширення субдіалекту салат)
Un hòma numés/dumés tania dós fills. Al mé[j] jóba li ba di al/anal séu para: "Ia (é)[z] hòra ca sigui'l méu pròpi amu i ca tingui cèntims; ma n'hé [ma n'haig] d'anà (a) bèura món. Partiu la bòstra harència i dunèu-ma'l ca'm tòqui". "Ai, fill méu", ba dí'l para, "còm bulguis; ét[z] un dulén i Déu at castigarà". I dasprés ba ubrí un cala(i)x, ba partí la séba harència i an ba fé dós/dugas par(t)s. Al cap d'un(s) quan(t)s dias, al dulén sa'n ba 'nà dal pòbbla mól tibat i sénsa dí adéu a/ana ningú. Ba trabassà molta tèrra èrma, mól(s) bòscu[z] i mól(s) rius, i ba (a)rribà a/an una gran ciutat ón/ónta/auón ba gastà tót[z] als [tót al] cèntims.

## Артикль салат
На узбережжі Коста Брава та на Балеарських о-вах паралельно зі стандартною формаю означеного артиклю вживається інша форма, яка називається «salat» (ця назва складається зі стандартної форми означеного артикля жіночого роду однини la та його місцевої форми sa).
| Число   | Чоловічий рід             | Жіночий рід |
| ------- | ------------------------- | ----------- |
| Однина  | es, so (після amb), s'    | sa, s'      |
| Множина | es / ets, sos (після amb) | ses         |

Нормативні форми означених артиклів є такими:
| Число   | Чоловічий рід | Жіночий рід |
| ------- | ------------- | ----------- |
| Однина  | el, l'        | la, l'      |
| Множина | els           | les         |

## Вплив артиклю салат на топонімію каталанських країн
Хоча у більшості регіонів каталанських країн артикль салат зараз не вживається, залишилися численні топоніми, де є цей артикль: Сан-Жуан-Даспі (кат. Sant Joan Despí від des Pi), Сулібеля (кат. Solivella від s'Olivella), Сан-Люренс-Сабаль (кат. Sant Llorenç Savall від sa Vall), Серра-да-Санферм (кат. Serra-de-Senferm від s'Enferm), Сант-Астеба-Сасрубірас (кат. Sant Esteve Sesrovires від ses Rovires) тощо. У Валенсії також є такі топоніми, як-от Сіля (кат. Silla від s'Illa).